# Milan Vanacker
Milan Vanacker (Roeselare, 12 juli 2001) is een Belgisch voetballer die als verdediger voor NAC Breda speelt.

## Carrière
Milan Vanacker speelde in de jeugd van Club Brugge en NAC Breda, waar hij in 2020 een contract tot medio 2022 tekende. Hij debuteerde voor NAC Breda op 26 oktober 2020, in de met 6-0 verloren bekerwedstrijd tegen Go Ahead Eagles. Hij begon in de basis en speelde de hele wedstrijd.

### Statistieken
| Seizoen                        | Club           | Land           | Competitie     | Competitie | Competitie | Beker | Beker | Totaal | Totaal |
| Seizoen                        | Club           | Land           | Competitie     | Wed.       | Dlp.       | Wed.  | Dlp.  | Wed.   | Dlp.   |
| ------------------------------ | -------------- | -------------- | -------------- | ---------- | ---------- | ----- | ----- | ------ | ------ |
| 2019/20                        | NAC Breda      | Nederland      | Eerste divisie | 0          | 0          | 0     | 0     | 0      | 0      |
| 2020/21                        | NAC Breda      | Nederland      | Eerste divisie | 0          | 0          | 1     | 0     | 1      | 0      |
| Carrièretotaal                 | Carrièretotaal | Carrièretotaal | Carrièretotaal | 0          | 0          | 1     | 0     | 1      | 0      |
| Bijgewerkt op 10 november 2020 |                |                |                |            |            |       |       |        |        |